# Parabezzia uncinata
Parabezzia uncinata är en tvåvingeart som först beskrevs av Oskar Augustus Johannsen 1943.  Parabezzia uncinata ingår i släktet Parabezzia och familjen svidknott. Inga underarter finns listade i Catalogue of Life.